# Theodor von Brescius
Carl Ferdinand Theodor von Brescius (* 22. August 1798 in Lübben; † 18. Oktober 1871 in Dresden) war Gutsbesitzer, preußischer Landrat und Parlamentarier.

## Familie
Brescius, Sohn des Justizrats Christian Carl Brescius, entstammte einer Ratsherren-Familie aus Guben (Niederlausitz) und wurde am 5. Mai 1856 in Berlin (Schloss Bellevue) in den preußischen Adelsstand erhoben. Er selbst heiratete 1853 Marie Opitz (* 1828; † 1866) aus Breslau. Ihre Tochter Melanie heiratete 1879 den späteren General Otto von Dulitz (†  1912). Melanie lebte als Witwe in Potsdam.

## Leben
Brescius studierte von 1817 bis 1820 Rechtswissenschaften an der Universität Leipzig, wo er sich 1817 dem Corps Lusatia anschloss.
Anschließend arbeitete er als Referendar am Oberlandesgericht in Frankfurt (Oder) und wurde 1827 Gerichtsamtmann. 1828 wurde Brescius Gutsbesitzer auf Möstchen im niederschlesischen Landkreis Schwiebus. 1834 wurde er zum Land- und Stadtrichter in Schwiebus bestellt. 1837 übernahm er zusätzlich das Rittergut Witten bei Schwiebus und wurde zwei Jahre später königlich preußischer Landrat für Züllichau-Schwiebus.
Vom 3. Juni 1848 bis zum 12. Mai 1849 gehörte er als fraktionsloser Abgeordneter für den 23. brandenburgischen Wahlkreis in Züllichau der Frankfurter Nationalversammlung an. Als fraktionsloser Abgeordneter stimmte er mit dem Rechten Centrum und wählte Friedrich Wilhelm IV. zum Kaiser der Deutschen.
1850 war er Mitglied des Volkshauses des Erfurter Unionsparlaments. Er war Abgeordneter des 6. Wahlbezirks des Regierungsbezirks Frankfurt/Oder und gehörte der Fraktion der Bahnhofspartei an.
1851 trat er in Ruhestand und lebte ab 1866 in Züllichau.